# João Paes
João Carlos de Freitas Branco Paes (Lisboa, 19 de Janeiro de 1928 — Lisboa, 10 de Novembro de 2021) foi um compositor, musicólogo e crítico de música português. Foi presidente da Juventude Musical Portuguesa, Conselheiro Cultural na Embaixada de Portugal em Washington, diretor da Rádio Cultura (atual Antena 2) e diretor artístico do Teatro Nacional de São Carlos.
Foi compositor de música original para filmes do realizador Manoel de Oliveira como "Benilde ou a Virgem Mãe" (1974), "Amor de Perdição" (1976-1978), "Francisca" (1980), "O Sapato de Cetim" (1984-1985), "O Meu Caso" (1986).
Destacou-se pela composição da cine-ópera "Os Canibais" (1988), realizada por Manoel de Oliveira e considerada um importante marco na história da ópera e do cinema. O filme foi nomeado para a Palma de Ouro do Festival de Cannes, nomeado para três categorias no European Film Awards, obteve o Prémio especial da crítica na Mostra Internacional de Cinema de  São Paulo, o Prémio Âge d’Or, pela Cinemateca de Bruxelas, foi nomeado para melhor filme e galardoado com o prémio de melhor banda sonora original no Festival Internacional de Cinema da Catalunha de 1988.

## Biografia
João Carlos de Freitas Branco Paes nasceu em Lisboa, em 19 de janeiro de 1928, formou-se em Engenharia Eletrotécnica, pelo Instituto Superior Técnico, e privilegiou sempre a atividade no campo da música, tendo sido aluno de composição de Joly Braga Santos (1924-1988), por sua vez um discípulo de seu tio, o compositor Luiz de Freitas Branco (1890-1955).
Durante a década de 1960, fez crítica de cinema para a revista O Tempo e o Modo e para o Jornal de Letras e Artes.
João Paes foi diretor artístico do Teatro Nacional de São Carlos entre 1974 e 1981, tendo aberto o palco do teatro lírico a óperas contemporâneas do século XX, como "Lulu", de Alban Berg (em 1980 e 1981), "Billy Budd", de Benjamin Britten (em 1979), "The Midsummer Marriage" de Michael Tippett (em 1979), "Os Diabos de Loudun", de Krzysztof Penderecki (em 1976), e "Elegy for Young Lovers", de Hans Werner Henze (em 1975). Também a ele se devem estreias, produções e presenças que ficarão na história como "Il Trovatore" de Giuseppe Verdi (em 1978), "O anel do Nibelungo" (em 976) e Parsifal (em 1980) de Richard Wagner. Assinou também a encenação de duas óperas de Giuseppe Verdi, La forza del destino (em 1980) e Macbeth (em 1981). 
Promoveu a estreia de óperas portuguesas como "Canto da Ocidental Praia", de António Victorino d'Almeida, em 1975, "Em Nome da Paz", de Álvaro Cassuto, em 1978, e a "Trilogia das Barcas", de Joly Braga Santos, em 1979.
No Teatro Nacional de São Carlos tomou a iniciativa de promover os ensaios gerais de portas abertas e de realizar sessões comentadas, em colaboração com a Juventude Musical Portuguesa, no contexto dos "ciclos de música viva". Foi também durante a sua direção que este teatro acolheu o pianista Bill Evans, num concerto histórico do compositor de "Waltz for Debby", acompanhado pelo contrabaixista Eddie Gomez, em 1975, que foi igualmente o primeiro concerto deste teatro na área do jazz.
Foi Conselheiro Cultural da Embaixada de Portugal em Washington, D.C., nos Estados Unidos da América, a partir de 1982.
Como compositor, destaca-se em particular o trabalho como autor de música original para filmes de Manoel de Oliveira como "Benilde ou a Virgem Mãe" (1974), "Amor de Perdição" (1976-1978), "Francisca" (1980), "Le Soulier de Satin" (1984-1985), "O Meu Caso" (1986) e "Os Canibais" (1988), a ópera que compôs e dedicou ao realizador, que este transpôs para cinema e pela qual recebeu o prémio de melhor banda sonora original no Festival Internacional de Cinema da Catalunha, em Espanha. Foi também consultor musical do cineasta em filmes como "O Passado e o Presente" (1971).
Durante a década de 90 fundou a Orquestra Régie-Sinfonia, foi diretor de programação musical da Lisboa 94 - Capital Europeia da Cultura, membro do Conselho Nacional de Cultura, de 1994 a 1998, e presidente ou membro do júri de concursos internacionais de Canto, Composição e Direção de Orquestra, em concursos realizados em Portugal, Espanha, França, Itália e Suíça. Foi também um dos principais colunistas do Jornal Público como crítico de música.
Em meados da década de 90 assumiu a direção da Rádio Cultura (designação da Antena 2 durante a sua gestão, que manteve durante dois anos), somando já nessa altura perto de três décadas de atividade na rádio portuguesa, tanto na produção e realização, como no trabalho de expansão da rede de emissores e retransmissores em Portugal.
João Paes era neto do antigo Presidente da República Portuguesa e matemático Sidónio Paes (1872-1918) e sobrinho do maestro Pedro de Freitas Branco (1896-1963). Era tio do compositor e pianista de jazz Bernardo Sassetti (1970-2012).

## Obras Musicais

### Música para Cinema
- Benilde ou a Virgem Mãe (1975)
- Amor de Perdição (1978)
- Francisca (1981)
- O Sapato de Cetim (1985)
- O Meu Caso (1986)
- Os Canibais (1988)